# محاضرة مارك آرونسون التذكارية
محاضرة مارك آرونسون التذكارية، تُعرف أيضًا باسم جائزة آرونسون، هي جائزة من قسم علوم الفلك بجامعة أريزونا ومرصد ستيوارد تهدف إلى تكريم الأبحاث الفلكية. سميت تخليدا للفلكي الأمريكي مارك آرونسون، الذي توفي في عامه السادس والثلاثين (36) في عام 1987 في حادث أثناء قيامه بعمل ملاحظات فلكية.
تُمنح المحاضرة والجائزة النقدية كل ثمانية عشر شهرًا لأي عالم أو مجموعة بحثية أثبتت تميزها في مجال الرصد الفلكي دون النظر إلى العرق، الجنس أو الجنسية. حضر المحاضرة التي أقيمت في 3-4 أبريل 2017 في توسان أربعة عشر فائزًا سابقًا بالجائزة على شرف مارك.
التحق آرونسون بطاقم عمل مرصد ستيوارد بعد حصوله على درجة الدكتوراه من جامعة هارفارد في عام 1977 ليصبح أستاذاً مشاركاً في عام 1983. تركزت أبحاث آرونسون الفلكية على بعضا من أهم مشاكل الكوسمولوجيا القائمة على الملاحظة كقياس المسافة الكونية، عمر الكون، حركة المادة على نطاق واسع وتوزيع الكتلة غير المرئية في الكون. قدم آرونسون مساهمات مهمة لفهم المجموعات النجمية في سحابة ماجلان الكبيرة.
تقديرا لإنجازاته البحثية، حصل آرونسون جائزة جورج فان بيسبروك من جامعة أريزونا (1981)، جائزة بارت جى بوك من جامعة هارفارد (1983) وجائزة نيوتن لاسي بيرس من الجمعية الفلكية الأمريكية في عام 1984.

## الفائزين
| العام | الفائز | الفائز             | سبب الجائزة |
| ----- | ------ | ------------------ | --- |
| 1989  |        | روبرت كيرشنر       | لدراسة النجوم، بقايا المستعمرات العظمى وتوسع الكون                                                                                 |
| 1990  |        | كين فريمان         | TBD |
| 1992  |        | جون هوشرا          | عن دراساته الفلكية في توسع المجرات                                                                                                 |
| 1993  |        | نيك سكوفيل         | TBD |
| 1994  |        | ويندي فريدمان      | For a decade of fundamental contributions to the areas of the extragalactic distance scale and the stellar populations of galaxies |
| 1996  |        | جون أنتوني تايسون  | لأسلوبه الجديد في علم الرصد |
| 1998  |        | جون ماثر           | اكتشاف الخلفية الإشعاعيـة للكون وأول تجربة من أجل قياس تشكل الجسم الأسود وعدم التجانس الاتجاهي لإشعاع الخلفية الميكروية الكونية    |
| 1999  |        | بوهدان باكزينسكي   | لأبحاثة عن انفجارات أشعة غاما |
| 2001  |        | إيوين فان ديشويك   | لدراسته عن التطور الكيميائي للنجوم                                                                                                 |
| 2002  |        | جيفري مارسي        | لعمله الرائد في النجوم منخفضة الكتلة ولاكتشافه أكثر من خمسين كوكباً تدور حول نجوم أخرى                                              |
| 2004  |        | ليمان بيج          | دراساته عن درجة حرارة التباين بين إشعاع الخلفية الميكروية الكونية                                                                  |
| 2005  |        | بريان شميدت        | لاكتشاف أن تمدد الكون يتسارع |
| 2007  |        | أندريا ميا غيز     | دراسة النجوم، الثقب الأسود وتطور الأجسام المتسلسلة ما قبل الرئيسية                                                                 |
| 2008  |        | مايكل براون        | دراسة تشكيل النجوم وتطور الكائنات قبل التسلسل الرئيسي                                                                              |
| 2010  |        | ج. ديفي كيركباتريك | اكتشاف وتوصيف أقل النجوم كتلة والأقزام البنية                                                                                      |
| 2012  |        | بيتر فان دوكوم     | دراساته عن تطور المجرات الأكثر ضخامة عبر الزمن الكوني                                                                              |
| 2014  |        | أليس شابلى         | دراسة كيفية تشكل المجرات في بداية الكون                                                                                            |
| 2015  |        | فاسيلي بيلوكوروف   | دراسة مجره درب التبانة |

## وصلات خارجية
- محاضرة مارك آرونسون عام 2003.
- السيرة الذاتية لمارك آرونسون.
- نبذة عن مارك آرونسون.